# Tuloma
La Tuloma (in russo Туло́ма?) è un fiume della Russia europea settentrionale (oblast' di Murmansk), tributario del mare di Barents.
Ha origine dal lago Notozero, nella parte nordoccidentale della penisola di Kola; scorre per circa 60 chilometri con direzione mediamente nordorientale, sfociando successivamente nel golfo di Kola (insenatura del mare di Barents). Il suo maggiore affluente è la Peča, proveniente dalla destra idrografica.
Il regime del fiume è caratterizzato da minimi di portata invernali e massimi tardo-primaverili ed estivi, nel periodo compreso fra maggio e settembre; le acque sono gelate nel periodo che va da dicembre a maggio.
Il fiume, nonostante la sua lunghezza relativamente ridotta, incontra alcuni importanti centri urbani lungo il suo corso: fra i maggiori sono Verchnetulomskij, Murmaši e Kola, mentre presso la sua foce si trova la città di Murmansk.
Presso Verchnetulomskij, nell'alto corso, la Tuloma è stata sbarrata a fini idroelettrici, originando il vasto (745 km²) bacino artificiale di Verchnetulomskij; un altro sbarramento più piccolo è presente nel basso corso e genera il bacino Nižnetulomskoe (Нижнетуломское водохранилище) che ha una superficie di 38 km².